# Robert Lammie
Robert Lammie (conocido como Bobby Lammie; Stranraer, 10 de febrero de 1997) es un deportista británico que compite por Escocia en curling.
Participó en los Juegos Olímpicos de Pekín 2022, obteniendo una medalla de plata en la prueba masculina.
Ganó cuatro medallas en el Campeonato Mundial de Curling entre los años 2018 y 2025, una medalla de bronce en el Campeonato Mundial de Curling Mixto de 2016, una medalla de oro en el Campeonato Mundial de Curling Mixto Doble de 2022, y cinco medallas en el Campeonato Europeo de Curling entre los años 2018 y 2024.

## Palmarés internacional
| Representando al Reino Unido   |                            |                   |             |
| Juegos Olímpicos               |                            |                   |             |
| Año                            | Lugar                      | Medalla           | Prueba      |
| 2022                           | Pekín (China)              | Medalla de plata  | Equipo      |
| Representando a Escocia        |                            |                   |             |
| Campeonato Mundial             |                            |                   |             |
| Año                            | Lugar                      | Medalla           | Prueba      |
| 2018                           | Las Vegas (Estados Unidos) | Medalla de bronce | Equipo      |
| 2021                           | Calgary (Canadá)           | Medalla de plata  | Equipo      |
| 2023                           | Ottawa (Canadá)            | Medalla de oro    | Equipo      |
| 2025                           | Moose Jaw (Canadá)         | Medalla de oro    | Equipo      |
| Campeonato Mundial Mixto       |                            |                   |             |
| Año                            | Lugar                      | Medalla           | Prueba      |
| 2016                           | Kazán (Rusia)              | Medalla de bronce | Mixto       |
| Campeonato Mundial Mixto Doble |                            |                   |             |
| Año                            | Lugar                      | Medalla           | Prueba      |
| 2022                           | Ginebra (Suiza)            | Medalla de oro    | Mixto doble |
| Campeonato Europeo             |                            |                   |             |
| Año                            | Lugar                      | Medalla           | Prueba      |
| 2018                           | Tallin (Estonia)           | Medalla de oro    | Equipo      |
| 2021                           | Lillehammer (Noruega)      | Medalla de oro    | Equipo      |
| 2022                           | Östersund (Suecia)         | Medalla de oro    | Equipo      |
| 2023                           | Aberdeen (Reino Unido)     | Medalla de oro    | Equipo      |
| 2024                           | Lohja (Finlandia)          | Medalla de plata  | Equipo      |